# Anaphothrips helvolus
Anaphothrips helvolus är en insektsart som beskrevs av Nakahara 1995. Anaphothrips helvolus ingår i släktet Anaphothrips och familjen smaltripsar. Inga underarter finns listade i Catalogue of Life.